# Voo Aeroflot 6502
O Voo Aeroflot 6502 foi um voo doméstico soviético de passageiros operado por um Tupolev Tu-134A de Sverdlovsk (agora Yekaterinburg) para Grozny, que caiu em 20 de outubro de 1986, 70 dos 94 passageiros e tripulação a bordo foram mortos. Os investigadores determinaram que a causa do acidente foi negligência do comandante.

## Tripulação
A tripulação da aeronave Tu-134A, Número 62327 fabricada em 28 de junho de 1979, era composta pelo Comandante Alexander Kliuyev, co-piloto Gennady Zhirnov, oficial de navegação Ivan Mokhonko, engenheiro de voo Kyuri Khamzatov, e três comissárias de bordo.
Tendo decolado do Aeroporto Koltsovo em Yekaterinburg (então Sverdlovsk) e com destino a Grozny, o voo 6502 teve uma escala no Aeroporto Kurumoch em Samara (então Kuibyshev).

## Acidente
Ao se aproximar do aeroporto de Kurumoch, o capitão Kliuyev fez uma aposta com o primeiro oficial Zhirnov de que ele, Kliuyev, poderia fazer uma aproximação somente por instrumentos com janelas de cockpit cortadas, não tendo assim nenhum contato visual com o solo, ao invés de uma aproximação NDB, sugerida pelo controle de tráfego aéreo. Kliuyev ignorou ainda mais o aviso de proximidade do solo a uma altitude de 62-65 metros (203-213 pés) e não fez a aproximação sugerida.  A aeronave aterrissou na pista a uma velocidade de 150 nós (280 km/h; 170 mph) e veio para descansar de cabeça para baixo após ultrapassar a pista. Sessenta e três pessoas morreram durante o acidente e outras sete nos hospitais mais tarde. Entre os passageiros estavam 14 crianças, todas sobrevivendo ao acidente. O relatório ultra-secreto do presidente da Kuibyshev oblispolkom V. A. Pogodin para o primeiro-ministro Nikolai Ryzhkov deu números ligeiramente diferentes: De 85 passageiros e oito tripulantes a bordo, 53 passageiros e cinco tripulantes morreram no acidente e outros 11 nos hospitais mais tarde.
Embora Zhirnov não tenha feito nenhuma tentativa de evitar o acidente, ele posteriormente tentou salvar os passageiros e morreu de parada cardíaca a caminho do hospital. Kliuyev foi processado e condenado a 15 anos de prisão, mais tarde reduzido a seis anos de prisão

## Referencias
1. 1 2  Ranter, Harro. «ASN Aircraft accident Tupolev Tu-134A CCCP-65766 Kuybyshev Airport (KUF)». aviation-safety.net. Consultado em 11 de outubro de 2022
2. 1 2 3 4 5  «Катастрофа Ту-134А Северо-Кавказского УГА в а/п Курумоч (Куйбышев) (борт СССР-65766), 20 октября 1986 года. // AirDisaster.ru - авиационные происшествия, инциденты и авиакатастрофы в СССР и России - факты, история, статистика». www.airdisaster.ru. Consultado em 11 de outubro de 2022
3. 1 2  «Самая крупная катастрофа случилась в Самарском аэропорту в 1986 году | РИА Самара : Новости : В регионе : Происшествия». www.riasamara.ru. Consultado em 11 de outubro de 2022
4. ↑  Facebook; Twitter; options, Show more sharing; Facebook; Twitter; LinkedIn; Email; URLCopied!, Copy Link; Print (5 de junho de 1987). «Blind Landing on a Dare Killed Dozens, Paper Says : Soviets Disclose October Airliner Crash». Los Angeles Times (em inglês). Consultado em 11 de outubro de 2022